# Jävre
Jävre är en tätort i Hortlax distrikt (Hortlax socken) i södra delen av Piteå kommun. Jävre är den sydligaste byn efter E4 i Norrbotten. 

## Historia
Det finns bevarade dokument som visar att det här fanns en by på medeltiden. År 1539 fanns det 6 rökar i Jävre. På Karl XII:s tid fanns här 12 skattehemman, bland dessa ett gästgiveri och skjutsombyte. Av senare datum är lämningarna efter Degerfors bruk som finns i centrum av byn. På bruket tillverkades bland annat stångjärn och sågat virke mellan åren 1797 och 1887. 

### Befolkningsutveckling
| Befolkningsutvecklingen i Jävre 1960–2020 | Befolkningsutvecklingen i Jävre 1960–2020 | Befolkningsutvecklingen i Jävre 1960–2020 | Befolkningsutvecklingen i Jävre 1960–2020 | Befolkningsutvecklingen i Jävre 1960–2020 |
| ----------------------------------------- | ----------------------------------------- | ----------------------------------------- | ----------------------------------------- | ----------------------------------------- |
|                                           |                                           |                                           |                                           |                                           |
| År                                        |                                           |                                           | Folkmängd                                 | Areal (ha)                                |
| 1960                                      | 1960                                      |                                           | 508                                       | 156                                       |
| 1965                                      | 1965                                      |                                           | 479                                       | 156                                       |
| 1970                                      | 1970                                      |                                           | 400                                       |                                           |
| 1975                                      | 1975                                      |                                           | 436                                       |                                           |
| 1980                                      | 1980                                      |                                           | 549                                       |                                           |
| 1990                                      | 1990                                      |                                           | 581                                       | 181                                       |
| 1995                                      | 1995                                      |                                           | 593                                       | 183                                       |
| 2000                                      | 2000                                      |                                           | 574                                       | 183                                       |
| 2005                                      | 2005                                      |                                           | 572                                       | 183                                       |
| 2010                                      | 2010                                      |                                           | 576                                       | 181                                       |
| 2015                                      | 2015                                      |                                           | 574                                       | 166                                       |
| 2020                                      | 2020                                      |                                           | 586                                       | 164                                       |
|                                           |                                           |                                           |                                           |                                           |

## Samhället
I hamnområdet finns förutom själva båthamnen även en rastplats, fyren och ett antal sjöbodar. Det finns gångväg under E4 över till Turiststationen och ICA E-fyren med lanthandel, bensinstation, café, mat, apoteks- och systemombud.
I orten finns Kustkyrkan, bildad genom att ortens EFS missionsförening och Jävre baptistförsamling (EFK)) gick samman 2003. Jävre bönhus, senare Jävre småkyrka invigdes 1922 och kom till som samlingsplats för gudstjänst och bön. År 1974 beslutade bönhusföreningen att överlåta fastigheten till Hortlax församling, Svenska kyrkan. Kyrkan är 2011 såld och avsakraliserad.
I Jävre finns också ett kvarn- och bygdemuseum.

## Sevärt i Jävre

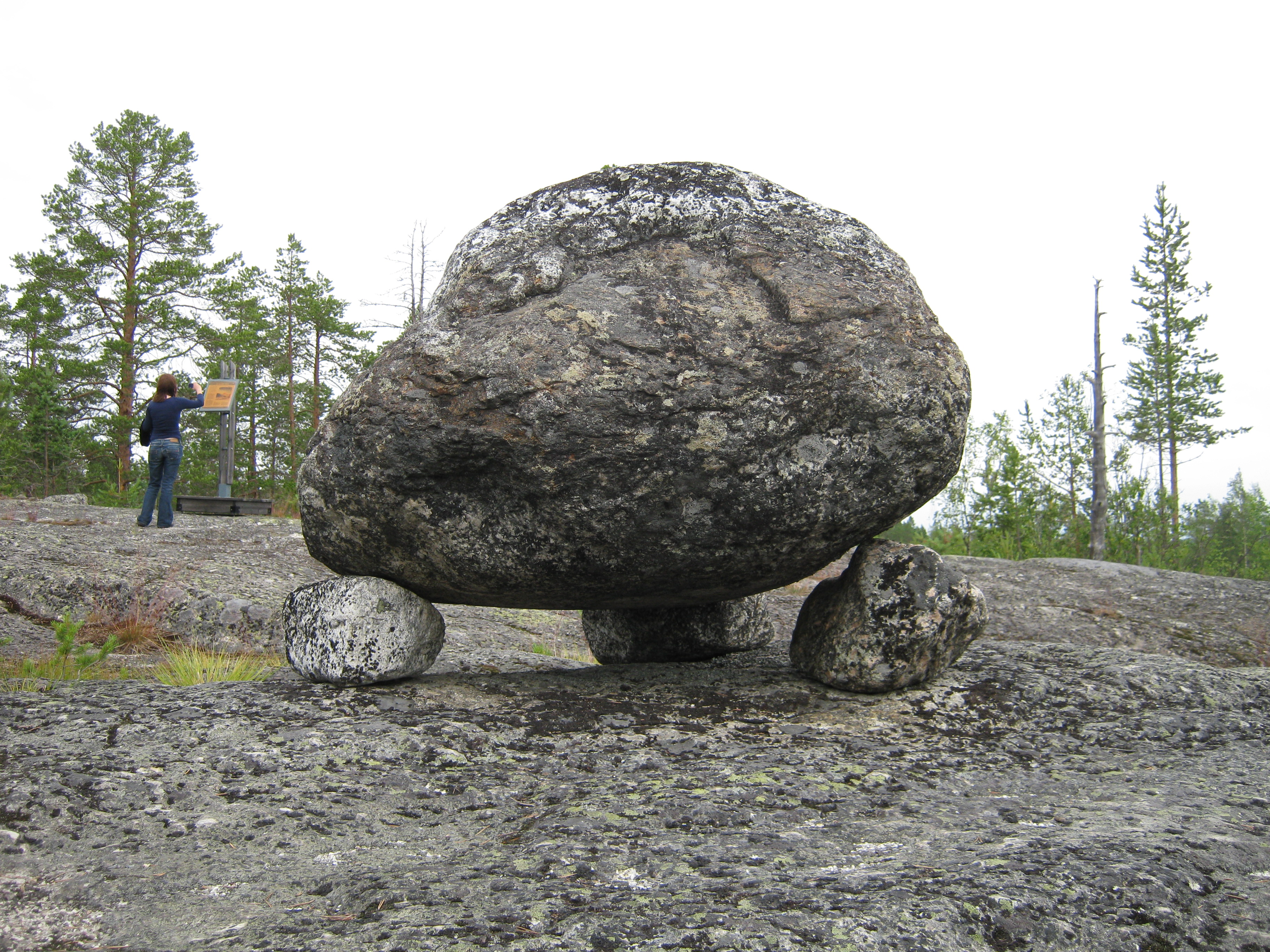
Liggande hönan

### Arkeologstigen
Arkeologstigen, som utgår från södra delen av byn, leder till Norrbottens största och Sveriges nordligaste gravfält. På vägen passerar man gravrösen från bronsåldern, en labyrint från 1200-talet, stensättningar från järnåldern och ett så kallat uppallat block benämnt ”liggande hönan”. Informationstavlor berättar fakta om varje sevärdhet. Utmed Arkeologstigen finns flera rastställen och utsiktsplatser.

### Skags fyr i Jävre
En av landets äldsta fyrar finns i Jävre. Det är Skags fyr som ursprungligen stod på ön Gråklubben vid Skagsudde utanför Örnsköldsvik och var i drift mellan åren 1871 och 1957. Sedan den ersatts av nuvarande fyr på Skagsudde, monterades den istället upp i Jävre som ett minne av fyrbyggnadstiden vid Sandholmen. I drygt 20 år byggde Sjöfartsverket kasunfyrar där. När fyrarna skulle sjösättas vid Sandholmen samlades folk i tusental för att titta på. Det uppstod stora svallvågor då betongkolosserna gick i sjön.

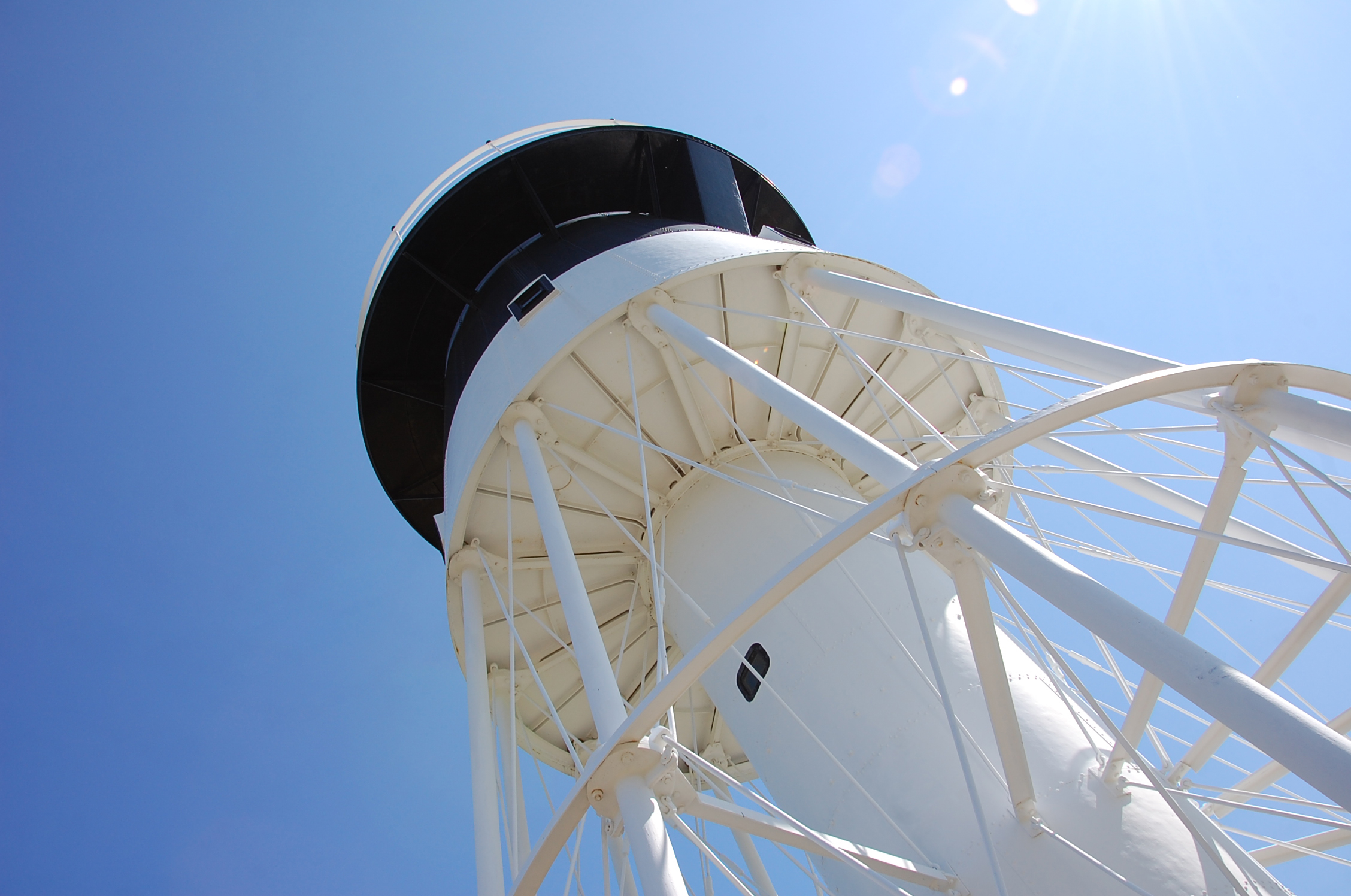
Skags fyr i Jävre